# Perlina
La perlina è un gioco di carte.

## Regole

### Distribuzione delle carte
Di solito, dopo aver mescolato le carte e fatto tagliare il mazzo dal giocatore alla sua sinistra (che solleva un numero a piacere di carte facendo due mazzetti), il mazziere ricompone il mazzo (il mazzetto "sollevato" viene coperto da quello rimasto) e distribuisce in senso antiorario tre carte coperte per ciascun giocatore e ancora tre al centro del tavolo. Il rimanente del mazzo è tenuto da parte coperto. Non vi è un limite al numero di giocatori ma nel caso si usi un singolo mazzo non si dovrebbe superare il limite di nove. Se il tris è in mezzo si ridanno le carte.

### Valori delle carte
Le figure hanno Lo stesso valore del gioco della scopa, cioè il fante 8, il cavallo 9 e il Re 10, l'Asso vale 1

### Giocata
Il giocatore alla destra del mazziere inizia il gioco. Scopo del gioco è quello di avvicinarsi il più possibile alla somma delle tre carte sul tavolo, avvalendosi obbligatoriamente di tutte e tre le proprie carte. Quando arriva il proprio turno, si hanno tre opzioni:

1) Annunciare servito e non cambiare neanche una carta.

2) Scartare una carta e sostituirla con una dal mazzo, ripagando la puntata iniziale.

3) Chiedere una carta da gestire, cioè prenderne una dal mazzo senza scartarne un'altra. Questo tipo di giocata richiederà il pagamento del doppio della seconda opzione. Al momento della puntata bisognerà decidere quale carta scartare.
È possibile realizzare vari punteggi in questo gioco, i quali comporteranno una graduatoria al fine della vittoria assoluta.

La graduatoria per vincere è la seguente: 

1º Posto: Perlina (Il punteggio preciso raggiunto con tre carte precisamente identiche a quelle che sono a tavola)

2º Posto: Tris (Tre carte uguali)
3º Posto: Scala (Tre carte dello stesso seme in ordine esempio 3 - 4 - 5 di denari o 6 - 7 - donna di coppe)

4º Posto: Punto (Il punteggio preciso raggiunto con tre carte di diverso valore da quelle che sono a tavola. Vince chi ha una carta uguale a terra non vale il valore ma il numero di carte uguali)

5º Posto: Punto Sopra o Punto Sotto (un valore che differisca dal punteggio per più o meno un punto)
Quando tutti i giocatori avranno deciso di quale delle tre opzioni avvalersi, si procederà alla puntata, che non potrà mai essere superiore al piatto. Se due o più giocatori dovessero totalizzare lo stesso punteggio, il piatto non verrà assegnato. I giocatori che avevano passato al momento della puntata dovranno pareggiare la stessa per ricevere tre nuove carte e partecipare alla mano successiva oppure potranno decidere di passare e restare fuori dai giochi fino all'assegnazione del piatto.

### Alcuni esempi
Se si ha a tavola rispettivamente: 

10d 7c 5b 

Per realizzare Perlina si dovrà avere una combinazione di tre carte, di qualsiasi seme, data da un 10, un 7 ed un 5.
 
Per realizzare Punto si dovrà avere una combinazione di tre carte la cui somma dia 22, ricordandosi che le figure valgono tutte 10 (per esempio: re+6+6; cavallo+7+5; fante+fante+2, ecc.).

Per realizzare Punto Sopra o Punto Sotto sarà sufficiente avere una combinazione di tre carte, di qualsiasi seme, la cui somma dia, come risultato, 21 (un punto sotto) o 23 (un punto sopra).